# Candiie
Pour l’article ayant un titre homophone, voir Candy.
Candiie, de son vrai nom Candy Nguyen-Viet, est une actrice et humoriste française née le 4 avril 1990.

## Biographie

### Famille et enfance
Candiie est la fille d'une mère yougoslave, originaire de Bosnie-Herzégovine[source insuffisante] et d'un père vietnamien,. Elle grandit dans le 18e arrondissement de Paris.

### Formation et débuts
Après avoir décroché son baccalauréat, elle s'oriente vers le droit, ce qui l'amène jusqu'à un master en droit des affaires, mais elle se dirige ensuite vers le stand-up sur conseil d'un ami. Elle fait ainsi ses débuts sur scène en 2006. Après quelques mois, elle est repérée par le Jamel Comedy Club qu’elle rejoint pour participer à la deuxième saison du programme.

### Carrière
Les années suivantes, elle monte plusieurs spectacles parmi lesquels Sois belle et tais-toi pas et Demain, joués notamment au théâtre du Point-Virgule, au théâtre Trévise ou encore au théâtre de Dix Heures. 
Pratiquant aussi le slam, la jeune artiste multiplie également les expériences, en prenant part par exemple au festival Juste pour rire à Montréal, puis en évoluant au côté de Jean-Luc Lemoine sur la chaîne Comédie, ainsi qu'en étant chroniqueuse radio auprès de Frédéric Lopez sur France Inter. 
De plus, elle se diversifie en devenant auteure, coécrivant entre autres les sketchs de Shirley Souagnon et de Kevin Razy pour leurs passages dans l'émission On n'demande qu'à en rire puis concernant le deuxième pour son émission Rendez-vous avec Kevin Razy, ou les chroniques de Claudia Tagbo pour l’émission Ce soir avec Arthur.
À partir de 2016, Candiie fait partie de la distribution de la série télévisée Camping Paradis diffusée sur TF1. Succédant à Aurélie Konaté, l'actrice y joue le rôle d'Audrey Dukor.

## Activités audiovisuelles

### Radio
- Chroniqueuse sur France Inter auprès de Frédéric Lopez

### Télévision
- 2007 et 2014 : Jamel Comedy Club sur Canal+ : humoriste, participante
- 2020 : Autour de sur France.Tv Slash : humoriste, participante

## Filmographie
- 2009-2013 : Banc public (série télévisée) : la fille
- Depuis 2016 : Camping Paradis (série télévisée) : Audrey Dukor